# Lucky Luke: De ballade van de Daltons
Lucky Luke: De ballade van de Daltons (Originele Franse titel: Lucky Luke : La Ballade des Dalton) is een Franse animatiefilm uit 1978, geschreven en geregisseerd door René Goscinny en Morris, en werd gecoproduceerd door Dargaud Films, Les productions René Goscinny en Studios Idéfix. De film is de tweede speelfilm in de Lucky Luke-franchise.
Het verhaal werd verwerkt in het stripverhaal De ballade van de Daltons.

## Rolverdeling

### Originele Franse stemmen
- Daniel Ceccaldi: Lucky Luke
- René Goscinny: Jolly Jumper
- Bernard Haller: Rataplan en Tobias Wills
- Pierre Trabaud: Joe Dalton
- Jacques Balutin: William Dalton
- Gérard Hernandez: Jack Dalton en Pepe de Mexicaan
- Pierre Tornade: Averell Dalton
- Jacques Legras: Augustus-weddenschappen
- Roger Carel: Ming Li Foo, Mathias Bones, de krantenjongen en Juan de Mexicaan
- Jacques Fabbri: Thadeus Collins
- Jean-Marc Thibault: Aldous Smith
- Jacques Morel: Sam Game
- Jacques Deschamps: Bud Bugman, een goudzoeker en de sheriff van Tumbleweed Springs
- Michel Elias: Slangenveer
- Henri Virlogeux: Tom O'Connor
- Henri Poirier: Rechter Groovy en de directeur van de Dalton-gevangenis
- Henri Labussière: De drukker en de eerste barman Georges Atlas: een ongelukkige cowboy en een gevangenisbewaker
- Lawrence Riesner: De leerling-smid, de dokter van Tumbleweed Springs, de tweede barman en een rodeo-cowboy
- Roger Lumont: Pancho en Walt
- Ada Lonati: Carmen
- Rosy Varte: Miss Worthlesspenny
- Pierre Tchernia: De cowboy die buiten de camera werd gedood
- Xavier Depraz: De cowboy die de trein ontwijkt
- Éric Kristy: Bill
- Gisèle Grimm: Secundaire vrouwenstemmen

### Nederlandse stemmen
Regie: Arnold Gelderman
- Gerard Cox: Lucky Luke
- Jules Croiset
- Arnold Gelderman
- Martin Brozius
- Ferd Hugas
- Paul Van Gorcum
- Ger Smit
- Dick Scheffer
- Marijke Merckens
- Peter Piekos
- Edwin Rutten: Bill

## Release
De film ging in première in West-Duitsland op 10 maart 1978, gevolgd door de première in Frankrijk, op 24 oktober. In Nederland ging de film op 21 december van datzelfde jaar in de bioscopen in première (onder de distributie van City Film).